# Miloš Skalka
Miloš Skalka (* 26. srpna 1947 Praha) je český diskžokej, hudební publicista, textař, rozhlasový dramaturg a moderátor.

## Život
Dětství strávil v Černošicích, kde založil první československý fanklub Elvise Presleyho. Vystudoval Střední průmyslovou školu chemickou v pražské Křemencově ulici. Pokračoval studiem na Vysoké škole ekonomické v Praze a během studií absolvoval stáž ve Spojených státech amerických. Pravděpodobně byl jediným Čechem, který se coby návštěvník zúčastnil hudebního festivalu ve Woodstocku. Studium ekonomie nedokončil, přestoupil na Fakultu žurnalistiky Univerzity Karlovy, kde získal také doktorát filozofie.
V letech 1968–1969 krátce pracoval jako hudební producent.

## Hudební publicista
Nastoupil dráhu novináře; pracoval jako redaktor oddělení kultury v týdeníku Květy, kromě toho psal pro časopisy Mladý svět, Signál a Melodii, jíž dělal od listopadu 1994 asi do listopadu 1996 také šéfredaktora. 
Dále spolupracoval s rozhlasem a televizí jako moderátor hudebních pořadů. Od roku 1989 dosud spolupracuje jako rozhlasový dramaturg a moderátor hudebních pořadů na stanicích Vltava a Dvojka v Českém rozhlasu. Psal popisky na obaly (sleeve note [ˈsliːv nəʊt]) k hudebním nosičům (gramofonovým deskám, kazetám, CD aj.) mnoha zpěvákům populární hudby.

## Textař
Napsal například texty k písním Pretty woman a Jdi za štěstím pro Karla Gotta.